# 金馬倫·卡達-域基斯
金馬倫·卡達-域基斯（英語：Cameron Carter-Vickers，1997年12月31日—），美國足球運動員，現時效力蘇格蘭超級足球聯賽球隊些路迪。

## 榮譽
些路迪
- 蘇格蘭聯賽盃：2021–22[4]

## 外部連結
- Soccerway資料庫：金馬倫·卡達-域基斯